# Mingus
Mingus – miasto w Stanach Zjednoczonych, w stanie Teksas, w hrabstwie Palo Pinto.